# HMS Mendip
HMS Mendip – brytyjski niszczyciel typu Hunt z okresu II wojny światowej. Okręt został zwodowany 9 kwietnia 1940 roku w stoczni Swan Hunter w miejscowości Wallsend. 12 października 1940 roku wszedł do służby w Royal Navy i brał udział w eskorcie konwojów i działaniach na morzach Północnym oraz Śródziemnym, w tym podczas operacji Husky i Avalanche, a także podczas lądowania w Normandii. W 1948 roku sprzedany marynarce wojennej Republiki Chińskiej, gdzie wszedł do służby jako „Lin Fu”. W 1949 roku, po wygranej sił komunistycznych, wrócił pod kontrolę Royal Navy. 9 listopada 1949 roku sprzedany został egipskiej marynarce wojennej, w której otrzymał nazwę „Mohamed Ali el Kebir”, zmienioną w 1951 roku na „Ibrahim al-Awal”. W służbie egipskiej prowadził operacje podczas kryzysu sueskiego. Podczas ataku na Hajfę 31 października 1956 roku przejęty przez Izraelski Korpus Morski. Po remoncie przyjęty do służby przez Izrael jako INS „Hajfa”, w której pozostał do 1972 roku, kiedy został zatopiony jako cel ćwiczebny.

## Projekt i budowa
Budowę okrętu zlecono stoczni Swan Hunter 17 kwietnia 1939 roku w ramach programu, który zakładał zbudowanie jeszcze dziewięciu niszczycieli typu Hunt dla Royal Navy. Budowę realizowano w ramach projektu J4111, a stępkę położono 10 sierpnia 1939 roku. 9 kwietnia 1940 roku okręt został zwodowany, a 12 października tego samego roku został przyjęty do służby w Royal Navy .

## Dane taktyczno-techniczne
Długość okrętu wynosiła 85 metrów (280 stóp), chociaż w 1956 roku w izraelskiej prasie podano, iż wynosi ona 55 metrów. Szerokość wynosiła 6 metrów, a zanurzenie okrętu 2,4 lub ok. 4 metrów (14 stóp). Wyporność pełna wynosiła 1490 ton, konstrukcyjna zaś 1000 ton. Napęd okrętu stanowiły dwie turbiny parowe o mocy 19 000 KM napędzające dwie śruby okrętowe.
Na okręcie zamontowano dwa zestawy dwulufowych 4-calowych (102 mm) dział jako główne uzbrojenie. Obronę przeciwlotniczą okrętu zapewniały jedno poczwórne stanowisko działek kal. 40 mm i trzy działka kal. 20 mm. Ponadto niszczyciel wyposażony był w dwa tory minowe i dwie wyrzutnie bomb głębinowych.
Załogę stanowiło nominalnie 200–250 osób.

## Służba

### Royal Navy
W marcu 1941 roku okręt został włączony do 21. Flotylli Niszczycieli, której zadaniami było patrolowanie wód i eskortowanie konwojów na Morzu Północnym i kanale La Manche. Już 30 marca podczas ochrony konwoju FS-449 dostał się pod ogień Luftwaffe . 21 czerwca brał udział w ratowaniu rozbitków z holenderskiego statku SS „Schieland” z konwoju na Morzu Północnym, który został zaatakowany przez niemieckie lotnictwo. W lipcu oddelegowany wraz z niszczycielami „Cattistock” i „Quorn” do ostrzału Dieppe. Do końca 1941 roku brał udział w misjach patrolowych i konwojach na Morzu Północnym . 19 lutego 1942 roku uniknął torpedy wystrzelonej z niemieckiego kutra torpedowego. W listopadzie i grudniu tego samego roku brał udział w konwojach, które zostały zaatakowane przez Kriegsmarine. W obu atakach łącznie zatonęło sześć statków handlowych .
W czerwcu 1943 roku w zespole z krążownikiem „Uganda” oraz niszczycielami „Arrow”, „Blankney”, „Blencathra”, „Brecon”, „Brissenden”, „Hambledon”, „Ledbury”, „Wallace”, „Witherington” i „Woolstone”, został oddelegowany do eskorty oceanicznej konwojów WS-31 na Bliski Wschód i KMF-17 na Morze Śródziemne, którym płynęli alianccy żołnierze mający wziąć udział w lądowaniu na Sycylii. 26 czerwca doszło do rozłączenia obu konwojów. „Mendip” w dalszej drodze był częścią KMF-17. 28 czerwca wraz z niszczycielem „Blencathra” udał się do Algieru, gdzie brały udział w przygotowaniach do desantu i patrolowały zachodnie wody Morza Śródziemnego . W lipcu wyruszył na Maltę w celu wzięcia udziału w operacji Husky. 9 lipca ochraniał siły uderzeniowe kierujące się na plaże o kryptonimie Bark West. 10 lipca wykonywał zadania przeciwlotnicze i wykonywał patrole przeciwko kutrom torpedowym lub U-Bootom. 20 lipca został odesłany do Algieru w celu wzięcia udziału w ochronie konwojów pomiędzy portami w Gibraltarze i Afryce Północnej. We wrześniu został oddelegowany do ochrony okrętów desantowych biorących udział w operacji Avalanche. 11 września został uszkodzony podczas ostrzału rejonu Salerno i ochrony lądujących sił alianckich. 12 września został odesłany na Maltę w celu naprawy. 3 października wysłany do Gibraltaru w celu dalszych napraw. 1 listopada wraz z niszczycielami „Brecon”, „Blankney” i „Haydon” został wyznaczony do eskortowania uszkodzonego podczas operacji Avalanche pancernika „Warspite” w trasie z Malty na Gibraltar. 24 listopada wraz z niszczycielami „Ilex” i „Nubian” ostrzelał pozycje nieprzyjaciela w okolicach ujścia rzeki Garigliano. 26 grudnia ochraniał francuski transatlantyk „Ville d’Oran” transportujący francuskich żołnierzy do Algieru .
Do maja 1944 roku brał udział w eskortowaniu transportów alianckich na Morzu Śródziemnym. Trzykrotnie odpierał wówczas ataki niemieckich okrętów podwodnych. 13 maja został przydzielony do ochrony jednostek mających wziąć udział w lądowaniu w Normandii. 26 maja dołączył do 111. grupy eskortowej. W związku z opóźnieniem operacji Neptun, 4 czerwca wykonywał patrole przeciw U-Bootom. 7 czerwca po przybyciu w okolice Port-en-Bessin-Huppain wziął udział w ratowaniu amerykańskich żołnierzy z tonącego okrętu, który wpłynął na minę. 8 czerwca odpłynął z rejonu plaży Omaha do Plymouth. W okresie od lipca do września był remontowany i konserwowany. 26 listopada oddelegowany do ochrony konwojów do Antwerpii. Od 28 listopada do końca grudnia wraz z niszczycielem „Garth” ochraniał konwoje w rejonie Nore . W 1945 roku wziął udział w ochronie konwojów na Morzu Północnym, działając przeciw niemieckim U-Bootom i kutrom torpedowym. W lipcu uczestniczył w operacji Deadlight .

### Zhonghua Minguo Haijun
21 stycznia 1949 roku został sprzedany marynarce wojennej Republiki Chińskiej. Wszedł do służby pod nazwą „Lin Fu”. Jednak po upadku rządu Czang Kaj-szeka okręt powrócił pod kontrolę Royal Navy. Oddelegowano go następnie do brytyjskiej floty dalekowschodniej, gdzie pozostawał jako jedyny okręt swojego typu .

### Egipska marynarka wojenna
9 listopada 1948 roku został sprzedany egipskiej marynarce wojennej. Wszedł do służby pod nazwą „Mohamed Ali el Kebir”, nadaną na cześć egipskiego wicekróla Muhammada Alego paszy. W 1951 roku zmieniono jego nazwę na „Ibrahim al-Awal” (latynizowana także jako „Ibrahim el-Awal”) i stał się wówczas okrętem flagowym .

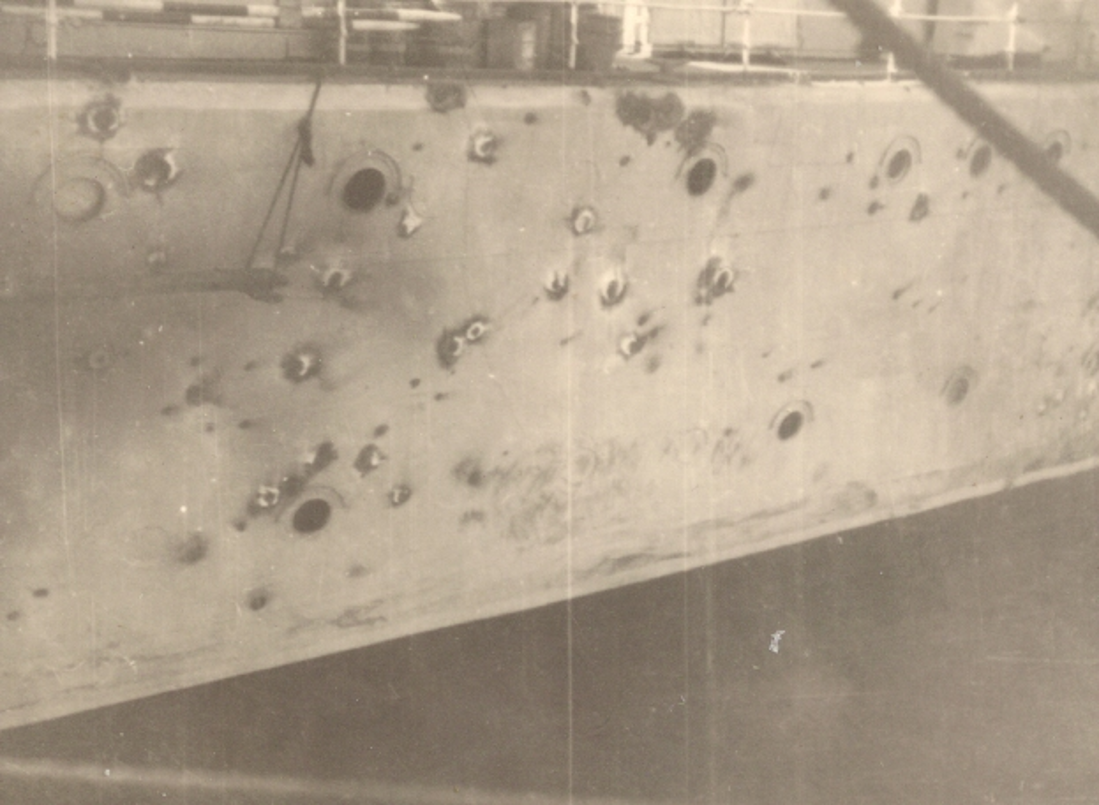
Uszkodzenia okrętu po ataku na Hajfę

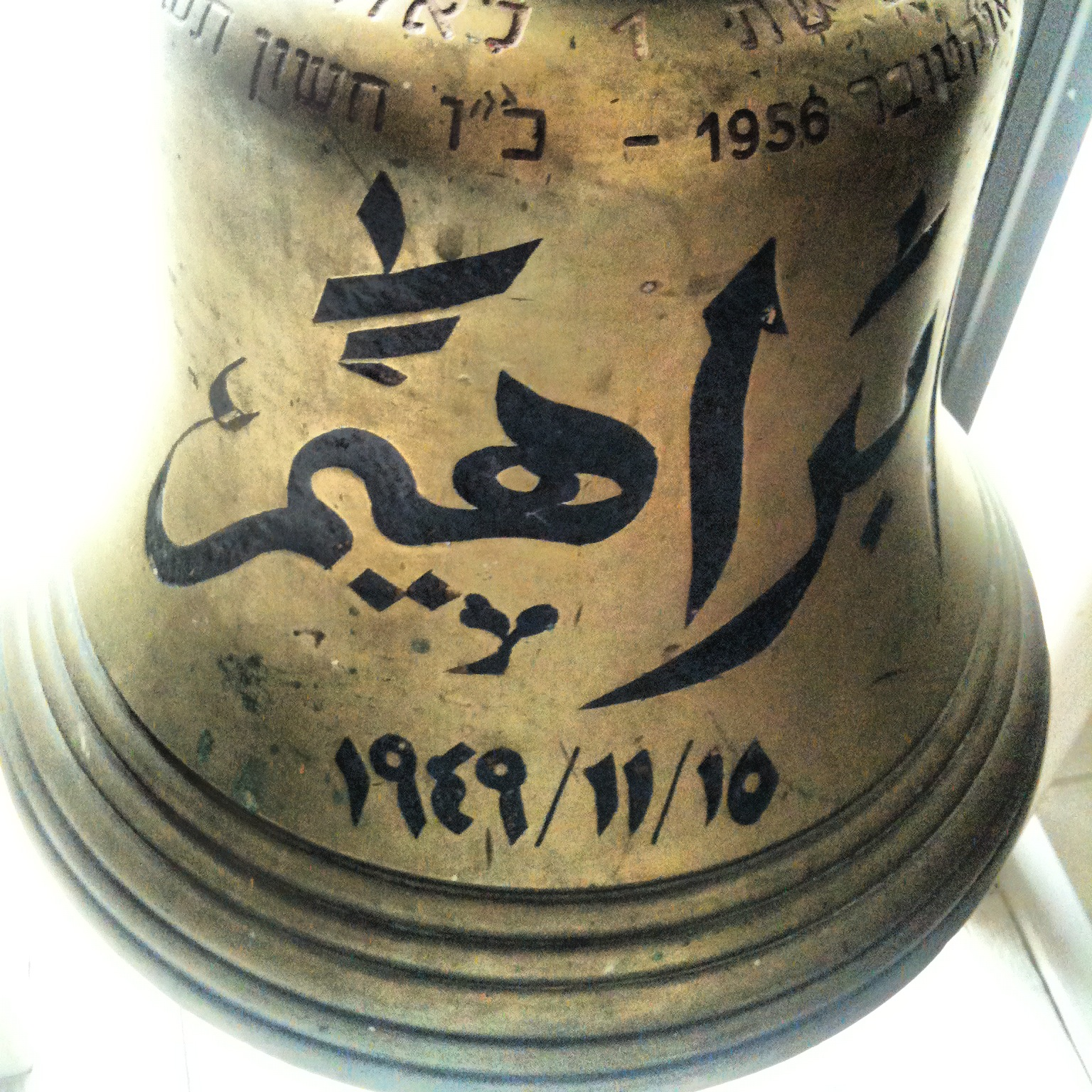
Dzwon okrętowy z „Ibrahima al-Awala”

Okręt brał udział w działaniach bojowych podczas kryzysu sueskiego, zwłaszcza podczas ataku na port w Hajfie, który był jego ostatnią operacją. 29 października 1956 roku samolot z najwyższymi dowódcami egipskiej armii zaginął podczas drogi powrotnej z Syrii. Niszczyciel został wyznaczony do misji poszukiwawczej. Jednak 30 października jego dowódca komandor podporucznik Ruszdi Tamzin otrzymał wiadomość zmieniającą dotychczasowe rozkazy. Nowym celem stała się Hajfa wraz jej portem, rafinerią i instalacjami wojskowymi. Egipcjanom udało się zbliżyć do miasta, ponieważ dowództwo izraelskiej marynarki oddelegowało dwa niszczyciele „Ejlat” i „Jafę” do patrolowania wód 32 mile morskie na południowy zachód od Hajfy. O godzinie 03:30 „Ibrahim al-Awal” zbliżył się do miasta i rozpoczął jego ostrzał. Najszybciej na atak odpowiedział będący w pobliżu zatoki francuski niszczyciel „Kersaint”, który jednak nie uzyskał trafień. Tamzin zdecydował wówczas o wycofaniu się z Zatoki Hajfy i odpłynięciu w kierunku północno-zachodnim. W tym samym czasie dwa izraelskie niszczyciele poinformowały, iż zawracają w celu ataku przeciwnika. O godzinie 05:07 „Ibrahim al-Awal” pojawił się na izraelskich radarach. Egipcjanie próbowali uniknąć ostrzału i w tym celu kierowali się w stronę czterech amerykańskich okrętów. O godzinie 05:32 niszczyciel został ostrzelany, na co odpowiedział niecelnym ogniem. O godzinie 06:00 ze względu na odniesione uszkodzenia okręt zwolnił do 17 węzłów, zaś 37 minut później został zaatakowany przez myśliwce Dassault MD 450 Ouragan sił powietrznych Izraela. Para myśliwców ostrzelała go celnie niekierowanymi pociskami rakietowymi, wywołując niewielkie uszkodzenia, w tym zniszczenie stanowiska działka przeciwlotniczego i przebicie prawej burty. Zginęło 4 ludzi, a 18 zostało rannych. W tym czasie okręt został otoczony z dwóch stron przez jednostki izraelskie. Kapitan Tamzin poddał okręt wraz z załogą.

### Izraelski Korpus Morski

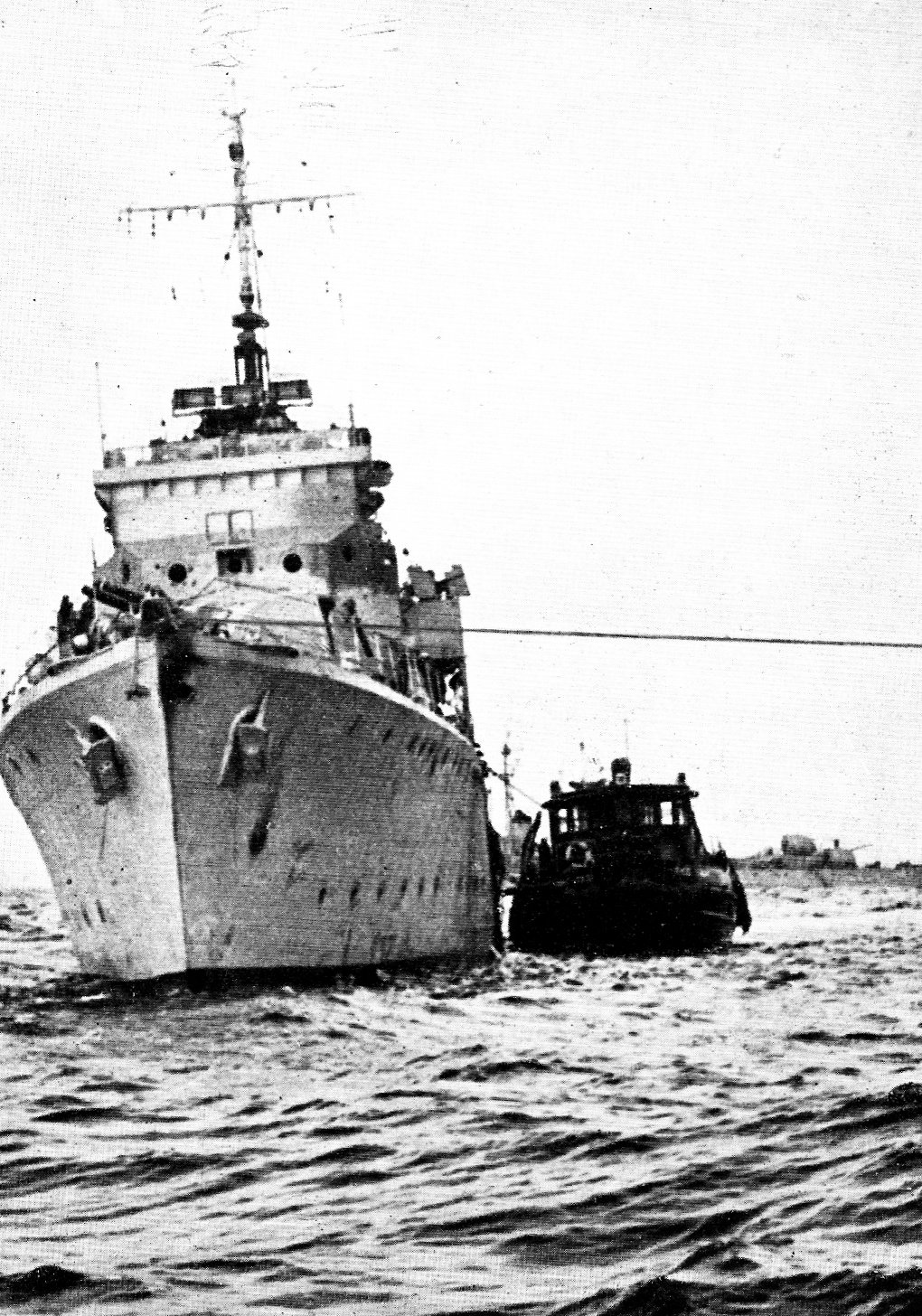
Holowanie „Ibrahima al-Awala” do portu w Hajfie

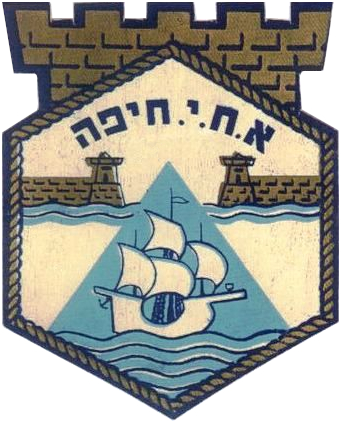
Izraelska oznaka okrętu

Niszczyciel został przejęty przez Izraelczyków 31 października 1956 roku. Odholowano go do portu w Hajfie, gdzie poddano go niezbędnym naprawom. Po ich wykonaniu wszedł do służby w Izraelskim Korpusie Morskim w styczniu 1957 roku jako „Hajfa” (na cześć miasta, które atakował).
„Hajfa” wzięła udział w wojnie sześciodniowej. Na początku czerwca 1967 roku okręt skierowano do kontroli przestrzegania zawieszenia ognia na wodach w okolicy Rumany na Synaju. Wieczorem 4 czerwca okręt zawinął do portu w Aszdodzie w celu tankowania. Tam dowódca okrętu – pułkownik Jehuda Ben-Cur – otrzymał rozkaz osłony izraelskiego natarcia na Synaju. O 04:00 okręt wypłynął z portu, lecz jego załoga nie otrzymała informacji o odwołaniu ataku spadochroniarzy na półwysep. Nowy plan zakładał atak Mordechaja Gura i jego żołnierzy na Jerozolimę. O godzinie 10:00 jednostka otrzymała rozkaz postawienia załogi w stan gotowości bojowej. Lotnictwo poinformowało o jednostce wroga w okolicach Synaju. Radary niszczyciela nie wskazywały na obecność Egipcjan. Fałszywy alarm był wynikiem błędnego zidentyfikowania okrętu przez izraelskie samoloty powracające znad Egiptu jako wrogi. Tego samego dnia okręt otrzymał rozkaz powrotu na akwen w pobliżu Netanji i Tel Awiwu. Niszczyciel wciąż nie był informowany o jakichkolwiek działaniach sił izraelskich w rejonie. 20 mil morskich przed Tel Awiwem otrzymał informację o obecności jednostki egipskiej w okolicy miasta. Niszczyciel nie był przystosowany do obserwacji i działań wieczorem oraz w nocy. Rozbłyski i refleksy światła nad Tel Awiwem z północy na południe zidentyfikowano jako ostrzał. Zarządzono otwarcie ognia i pokrycie nim obszaru od północy po południe. Po wstrzymaniu ostrzału uznano, że domniemanym celem były światła boi .
8 czerwca „Hajfa” wzięła udział w ataku na egipski okręt podwodny 10–15 mil morskich od Atlit. W jego trakcie ponownie wystąpiły problemy z nawigacją i radarem. Dowództwo potwierdziło identyfikację okrętu wroga i nakazało użycie bomb głębinowych. Po ataku dowódca zameldował o pojawieniu się na powierzchni wody plam w kolorze sadzy oraz kawałków gumy. Niszczyciel nie przekazał informacji o zatopieniu jednostki podwodnej. W rzeczywistości doszło do jej uszkodzenia .
10 czerwca „Hajfa” zatrzymała palestyńską łódź rybacką, na której znajdowało się trzech egipskich oficerów marynarki, którzy zostali wzięci na pokład w celu przekazania żandarmerii wojskowej. Według Ben-Cura, Egipcjanie nie chcieli uwierzyć, że znajdowali się na pokładzie okrętu, który kiedyś nazywał się „Ibrahim al-Awal”. Było to wynikiem tego, iż prezydent Egiptu Gamal Abdel Naser podał do wiadomości, że podczas ataku na Hajfę okręt został zatopiony. Ben-Cur poprosił oficerów o wpisanie się do księgi gości, która służyła za taką jeszcze w okresie służby okrętu w marynarce egipskiej .
W 1970 roku okręt wyłączono ze służby operacyjnej i skierowano do służby szkoleniowej, następnie zaś wycofano go ze służby i przeznaczono na cel ćwiczebny. W 1972 roku został zatopiony podczas ostrzału pociskiem przeciwokrętowym Gabriel .    